# Mar Ariake

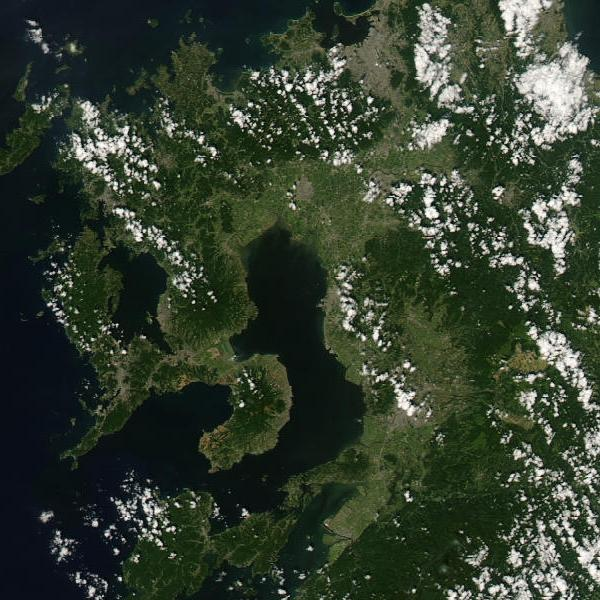
Foto satellitare del Mar Ariake

Il Mar Ariake (有明海, Ariake-kai) è un mare interno all'isola di Kyūshū in Giappone. 
Il fondale più profondo è di 50m e le maree lo ingrossano di 4m. È la più grande baia di Kyūshū e viene utilizzato per l'acquacoltura,  principalmente per allevare le alghe nori.
Il Mar Ariake è circondato da quattro prefetture: Fukuoka, Saga, Nagasaki e Kumamoto.
Il Mar Ariake bagna numerosi porti, tra gli altri si ricordano: quello di Misumi (della città di Uki, prefettura di Kumamoto), Shimabara (Shimabara, prefettura di Nagasaki), Taira (Unzen, prefettura di Nagasaki), Nagasu (Nagasu, prefettura di Kumamoto), Kumamoto (Kumamoto, prefettura di Kumamoto), Miike (Ōmuta, prefettura di Fukuoka), Kuchinotsu (Minamishimabara, prefettura di Nagasaki), and Oniike (Amakusa, prefettura di Kumamoto).